# 吕日周
吕日周（1945年—），山西大同人，中华人民共和国政治人物。

## 生平
早年毕业于山西大学中文系。1983年，任原平县委书记。1988年，任朔州市委副书记，次年兼任朔州市市长。1998年，任山西省经济体制改革委员会主任。2000年，改任长治市委书记，在任期间实行大刀阔斧地改革。2003年，升任山西省政协副主席。